# Orłówko (Wygryny)
Orłówko (do 1945 Orlowko) – nazwa dawnej osady, obecnie jest to nienazwana oddzielnie część wsi Wygryny, w Polsce, położona w województwie warmińsko-mazurskim, w powiecie piskim, w gminie Ruciane-Nida.
W latach 1975-1998 miejscowość administracyjnie należała do województwa suwalskiego.

## Historia
Osada powstała w ramach osadnictwa szkatułowego w 1704 r. na obszarze trzech włók. Połączona była mostem, przerzuconym nad zwężeniem jeziora z przeciwległymi Wygrynami. W 1785 r. w osadzie były 4 domy. 
W 1839 r. w Orłówku były 5 domów i 54 mieszkańców. Do 1872 r. Wygryny oraz pobliskie osady: Kokoszka i Orłówko pozostawały pod administracją leśną w Guziance lub w Mikołajkach.
W słowniku miejscowości Meyersa Orlowko jest zapisane jako grupa zabudowań należąca do Wygryn. Na mapie napis Orlowko jest na południe od mostu.